# William de Forz, Count of Aumale († 1241)

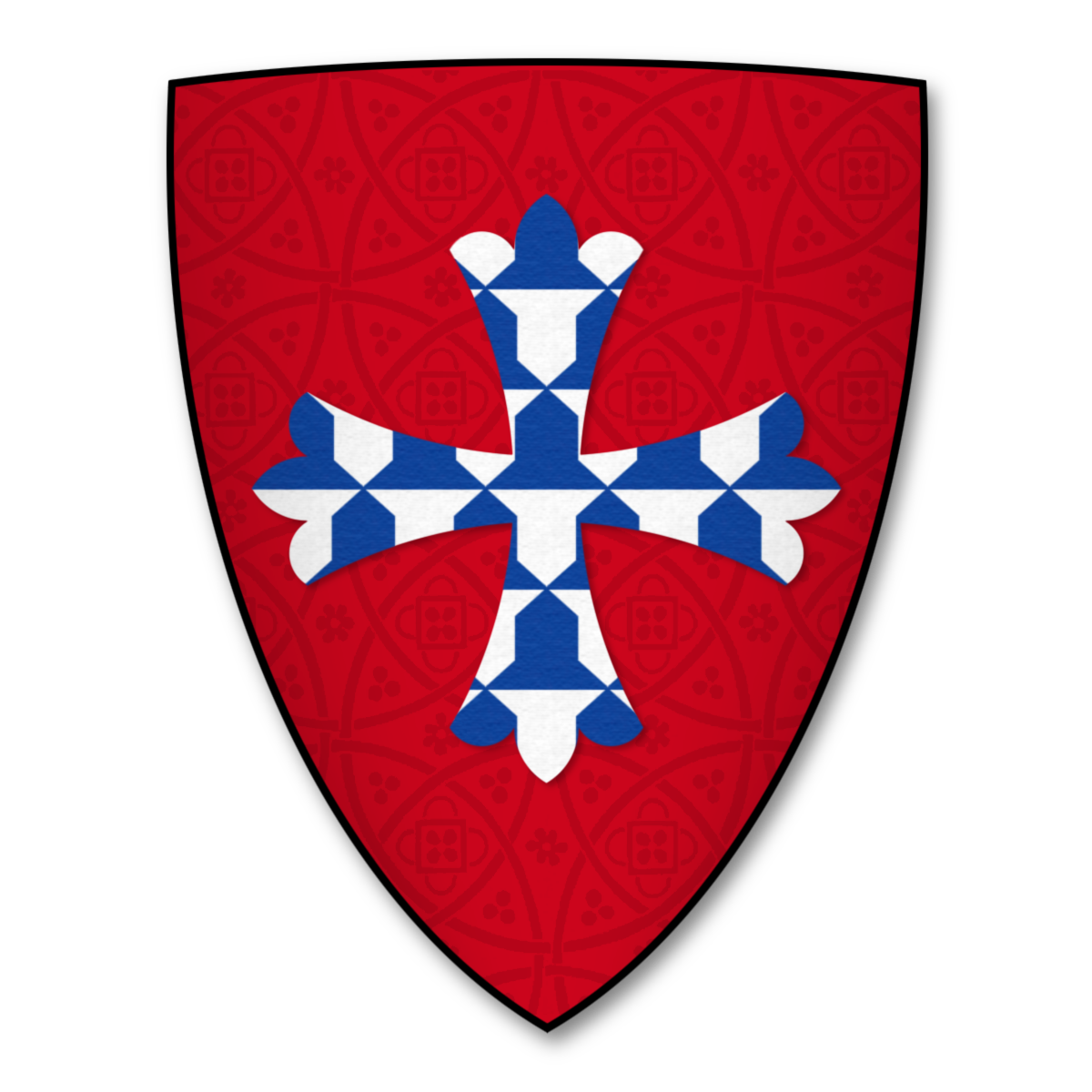
Wappen von William de Forz

William de Forz, Count of Aumale (auch William de Fortibus; * zwischen 1191 und 1196; † März 1241) war ein englischer Adliger. Er gehörte zu den führenden Baronen in den Auseinandersetzungen zwischen den Königen und den Baronen um die Anerkennung der Magna Carta, wechselte jedoch dabei mehrfach die Seiten. Während der Minderjährigkeit von Heinrich III. führte er eine erfolglose Revolte gegen den König.

## Herkunft
William de Forz war ein Sohn von Hawise, Gräfin von Aumale, und ihrem zweiten Ehemann Guillaume de Forz, einem Abenteurer und Ritter aus dem Poitou. Sein Vater, der ein enger Gefolgsmann von König Richard Löwenherz gewesen war, starb bereits 1195. Von ihm erbte er den Namen Forz nach dem Dorf Fors im Poitou sowie einige Güter im Poitou und auf der Île d’Oléron. Seine Mutter heiratete nach dem Tod seines Vaters in dritter Ehe Baudouin de Béthune. Sie verlor 1196 ihre französischen Besitzungen, die Grafschaft Aumale in der Normandie, und lebte auf ihren englischen Gütern. William wuchs vermutlich im Poitou auf und kam nach dem Tod seiner Mutter auf Fürsprache von Robert de Ros, einem Vasallen seiner Mutter, im September oder Oktober 1214 nach England. Unter der Bedingung, dass er Aveline, eine Tochter von Richard de Montfichet († 1203), heiratete, erhielt er von König Johann Ohneland das reiche Erbe seiner Mutter in England zugesprochen. Dazu gehörten die Herrschaften Holderness und Skipton mit Skipton Castle in Yorkshire, Cockermouth in Cumberland sowie weitere Güter bei Barrow-on-Humber in Lincolnshire. Als Erbe seiner Mutter und englischer Prätendent auf deren Grafentitel führte er den Titel Count of Aumale – dieser Titel wurde im Englischen teils auch mit „Earl of Albemarle“ übersetzt; er hatte jedoch nie einen Earlstitel des Königreichs England inne.

## Rolle während des Kriegs der Barone
Vermutlich beeinflusst durch Robert de Ros und seinen Schwager Richard de Montfichet geriet er in Verbindung zu anderen nordenglischen Baronen, die gegen die Herrschaft von König Johann rebellierten. Nach der Anerkennung der Magna Carta durch den König im Juni 1215 gehörten er und Richard de Montfichet zu den 25 Baronen, die die Einhaltung der Bestimmungen der Urkunde überwachen sollten. Im August jedoch schloss er sich dem König an, der ihm zum Constable von Scarborough Castle ernannte. Er begleitete den König während des Kriegs der Barone Ende 1215 auf seinen Feldzug nach Nordengland. Im Juni 1216 wechselte er jedoch erneut die Seiten und unterstützte den Thronanspruch des französischen Prinzen Ludwig, nur um kurz vor Johanns Tod sich erneut dem König zu unterwerfen. Nach Johanns Tod im Oktober 1216 unterstützte er den Thronanspruch von Johanns Sohn Heinrich und kämpfte auf dessen Seite in der Schlacht von Lincoln. Im November 1217 bezeugte er die erneute Anerkennung der Magna Carta durch den Regenten William Marshal.

## Rebellion gegen den König
Während des Bürgerkriegs war Forz Anfang 1216 Constable der königlichen Burgen von Rockingham und Sauvey sowie von Castle Bytham geworden, dazu war er in den Besitz von beschlagnahmten Gütern der Rebellen gekommen. Nach dem Ende des Bürgerkriegs im September 1217 forderte der Regentschaftsrat diese Besitzungen zurück, doch Forz verweigerte die Rückgabe. Vor allem die Rückgabe der Burgen lehnte er ab. Seinen Unmut über den Regentschaftsrat drückte er provokant durch seine Teilnahme an einem verbotenen Turnier in Brackley aus. 1218 lehnte er die geplante Hochzeit einer seiner Töchter mit einem Sohn des königstreuen William Longespée, 3. Earl of Salisbury, ab. Im November 1219 beschloss der Regentschaftsrat schließlich, die Burgen notfalls gewaltsam zurückzuerobern. Als sich 1220 ein königliches Heer bei Northampton Castle sammelte, um die Burgen zu erobern, flüchteten Forz' Besatzungen der Burgen Rockingham und Sauvey, so dass die königlichen Truppen im Mai die Burgen kampflos einnehmen konnten. Forz verzichtete schließlich auf die umstrittenen Besitzungen, außer auf Castle Bytham in Lincolnshire, auf das er durch seine Mutter Erbansprüche hatte.
Verstimmt darüber, dass er anschließend nicht zum Seneschall der Gascogne und des Poitou ernannt worden war, verließ Forz Weihnachten 1220 den Königshof in Oxford. Er besetzte seine Burg in Bytham in Lincolnshire. Diese Burg war der eigentliche Hauptstreitpunkt, weshalb seine kurze Revolte auch War of Bytham genannt wird. Anschließend griff er erfolglos Newark, Sleaford und Kimbolton Castle an, ehe er im Januar 1221 Fotheringhay Castle in Northamptonshire erobern konnte. Der päpstliche Legat Pandulf exkommunizierte ihn daraufhin als Rebellen, und der Regentschaftsrat sammelte erneut eine Armee bei Northampton, um gegen Forz vorzugehen. In aussichtsloser Lage flüchtete dieser in seine nordenglischen Besitzungen und bat schließlich Ende 1221 in Fountains Abbey um Kirchenasyl. Erneut behandelte ihn der Regentschaftsrat außerordentlich nachsichtig. Castle Bytham wurde zerstört, doch Forz und seine Unterstützer wurden begnadigt. Dennoch klagte er noch 1236 vor Gericht erfolglos auf die Rückgabe der Ländereien von Castle Bytham.

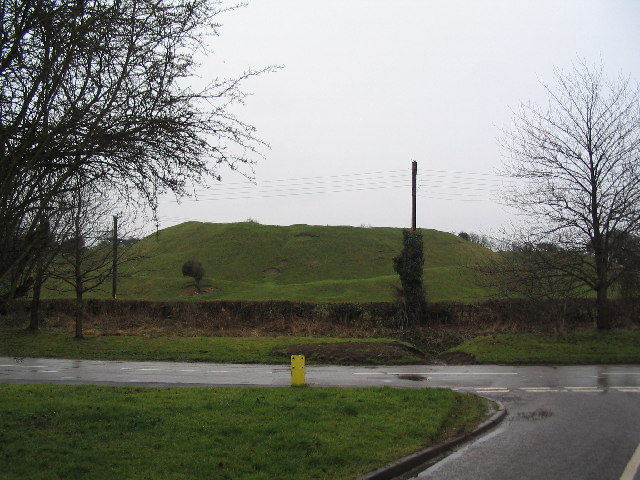
Vom umstrittenen Castle Bytham ist nur noch der Burghügel erhalten

## Späteres Leben
1223 geriet Forz erneut mit dem Regentschaftsrat in Konflikt, als er zu einer Gruppe von Baronen gehörte, die bewaffnet vor dem Tower of London erschienen und vergeblich die Absetzung des Justiciars Hubert de Burgh forderten. Während der Rebellion von Falkes de Bréauté 1224 verdächtigte ihn der Regentschaftsrat, insgeheim die Rebellion zu unterstützen, und tatsächlich war Forz mit anderen, wie er aus dem Poitou stammenden ehemaligen Gefolgsleuten von König Johann in Kontakt geblieben, die in Opposition zum einheimischen anglonormannischen Adel standen. Nach Breautés Niederlage arrangierte sich Forz jedoch mit dem Regentschaftsrat, dem er unter anderem 1227 als einer der Gesandten diente, die sich mit deutschen Fürsten in Antwerpen trafen. 1230 begleitete er König Heinrich III. bei dessen erfolglosem Feldzug in die Bretagne. 1237 wurde er Verwalter der Güter des verstorbenen Earl of Chester, auf die sein Sohn William durch seine erste Ehe einen Anspruch hatte. Im Frühjahr 1241 nahm er zusammen mit Peter de Maulay am Kreuzzug der Barone teil, starb jedoch auf der Seereise in das Heilige Land. Er wurde an einem unbekannten Ort begraben.

## Erbe und Nachwirkung
Schon seine Zeitgenossen beklagten Forz' launenhaftes Temperament und seine Sprunghaftigkeit, mit der er häufiger als andere die Seiten wechselte. Neben den Strafzahlungen, die er leisten musste, war er auch ein unfähiger Verwalter. Er hatte ein schuldenfreies Erbe übernommen, doch 1226 war er bei jüdischen Geldverleihern hoch verschuldet. Dazu hatte er 1231 hohe Schulden beim Schatzkanzler, die noch sein Sohn übernehmen musste. Von ihm ist kein Prozess überliefert, den er nicht verloren hatte. Dabei hat er die meisten verloren, weil er aus Nachlässigkeit oder Aufsässigkeit nicht vor Gericht erschien und auch keinen Anwalt schickte.
Seine Frau Aveline war im Herbst 1239 gestorben und in Thornton Abbey in Lincolnshire begraben worden. Er hinterließ einen Sohn, William, der sein Erbe wurde.